# Fritz Jürgensen
Georg Urban Frederik (Fritz) Jürgensen (født 25. oktober 1818 i København, død 24. marts 1863 sammesteds) var en dansk urmager og en humoristisk tegner og eneste søn af urmager Frederik Jürgensen (1786–1843) og Vilhelmine Rebekka, født Dichman (1792–1842). 

## Liv og gerning
Fritz Jürgensen gik først i den københavnske Borgerdydskole, derefter i den christianshavnske, hvor han til sidst kom i huset hos bestyreren Niels Bygom Krarup. Han blev trods sine kunstneriske anlæg uddannet til urmager i familiefirmaet; 1838-40 var han i udlandet. Han var fuld af inventioner, men kunne ikke gøre dem frugtbringende og var aldeles ikke anlagt for det merkantile. I længere tid opholdt han sig hos den astronomiske professor H.C. Schumacher i Altona, og denne priste varmt Jürgensens gode anlæg for astronomi; men Jürgensens far ville, at sønnen skulle blive ved den fædrene profession. 14. december 1842 ægtede han sin kusine Maria Elisabeth Dichman (12. november 1818 – 26. december 1843), datter af kaptajn Fred. Chr. Dichman og Sophie Frederikke født Qvistgaard. Efter hendes tidlige død var han ganske nedbrudt og glædeløs, og i 1848 overlod han sin forretnings bestyrelse til en anden for selv at beskæftige sig med tegning og maling. I tre år var han i huset hos maleren Jørgen Roed som dennes elev. Det hypokondre og sarkastiske i denne bundsande, i sit inderste hjertensgode, men stille og ordknappe mand lod ham se skarpt på verdens usandhed og forfængelighed, og i sine talrige humoristiske, improviserede pennetegninger med de vittige underskrifter frigjorde han sin satire, men sparede for resten heller ikke sig selv. Et udvalg af disse tegninger udkom i tre samlinger og senere i en udgave med en biografisk indledning af P. Hansen. Han malede også, var meget musikalsk og skrev med lethed vers. Som offer for sit dårlige bryst og hang til stærke drikke døde han 24. marts 1863.

### Tegningerne
Jürgensens tegninger blev i årene efter hans død kendte og elskede gennem flere generationer, og mange af hans udtryk blev en del af folkeviddet. I en udgave af tegningerne fra 1919 skrev en af hans arvtagere, tegneren Alfred Schmidt blandt andet i forordet:
| Citat | Fritz Jürgensen er den danske komiske tegnekunsts fader. Ganske vist har Eckersberg tegnet satiriske billeder og Marstrand har jo med rund hånd udstrøet tusinder af udmærkede tegninger, der i kunstnerisk henseende er Fritz Jürgensens uendeligt overlegne - men ingen har, som han, fået tekst og billeder til at smelte sammen til et harmonisk og vittigt hele. | Citat |
|       | |       |

Efter en fornøjet gennemgang af nogle af perlerne i samlingen, sluttede Alfred Scmidt med ordene:
| Citat | Fritz Jürgensen var en stille mand, der aldrig havde tænkt, at hans billeder og tekster skulle komme udenfor den lille kreds, for hvilken de var tegnede. Uden at han vidste det, tegnede han for den lille kreds, der hedder Danmark. | Citat |
|       | |       |

## Et udvalg af Jürgensens mest kendte tegninger
- Deres Excellence er alt for meget inde i forretningerne, til at det ikke skulle være Dem indlysende, hvor meget vort arbejde er forøget. Men at andrage på en gageforhøjelse for hele personalet, ville være ubeskedent; jeg ønsker den kun for mit vedkommende.
- Rid længere borte, du! Vi er jo et helt regiment.
- Jomfru Stjernholm! Om forladelse at jeg afbryder Dem ...; er De ikke snart færdig?
- Gud! Stødte De Dem?
- Far! Er det Verdenshavet? - Nej, lille Gysse, det er Frederiksholms Kanal.